# 北里俊夫
北里 俊夫（きたざと としお、1913年4月26日 - 1980年2月19日）は、日本の劇作家、映画監督、脚本家、作詞家である。池袋アヴァンギャルドの劇場経営者、『野性のラーラ』等を手がけた黎明期の独立系成人映画の監督として知られるが、活動の初期は詩人であり、『小国セレナーデ』の作詞者としても知られる。日本演劇協会会員。

## 人物・来歴

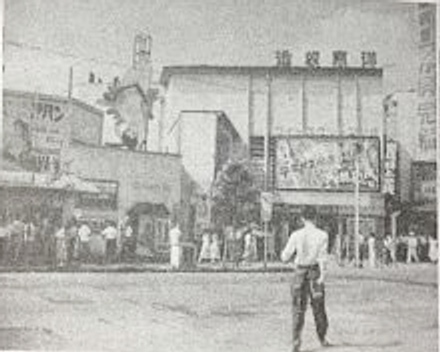
池袋東洋映画劇場（のちの池袋東急）と池袋アバン座（左）、1954年（昭和29年）。看板に「アバン」の文字が見える。

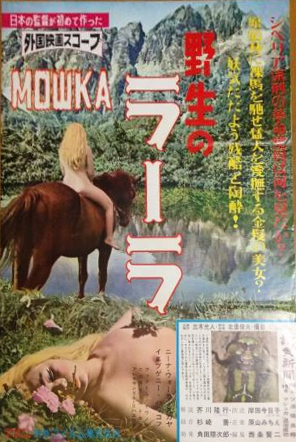
『野性のラーラ』公開時のポスター広告（内外フィルム、1963年1月5日公開）。

### 詩作から劇作へ
1913年（大正2年）4月26日、熊本県阿蘇郡南小国村（現在の同県同郡南小国町）に生まれる。幼少のころ、村内の志津（現在の南小国町満願寺志津）に設立された「志津劇団」に親族が関わっており、子ども時代の北里が写る1917年（大正6年）の写真が残っている。
長じて東京府東京市（現在の東京都）に移り、早稲田大学の富田衛、桜間中庸らとともに詩作活動を行った。桜間が1934年（昭和9年）4月18日に亡くなると、富田とともに『日光浴室 桜間中庸遺稿集』を編集、1936年（昭和11年）7月28日に発行した。このころ中野区上の原町（現在の同区東中野2丁目）を根拠地として詩誌『おぽんち』を主宰する。西山雄太郎の『無風帯』、水戸敬之助の『象眼』と同時代の詩誌であった。その後、大都映画宣伝部に籍を置き、満23歳であった1937年（昭和12年）初旬に発行された『1936 Daitoeiga』を宮崎輝清とともに編集執筆した記録が残っている。『小国セレナーデ』の作詞をし、当時、東京教育交響楽団の指揮者であった渡邊浦人の作曲を得て完成したのは、このころであるとされる。
1938年（昭和13年）には『オーケストラの少女』、1939年（昭和14年）には『大地』のシナリオを上梓している。1942年（昭和17年）1月、大都映画は戦時統合によって新たに設立された「大日本映画製作」（戦後の大映、現在の角川映画）に吸収されたが、統合にあぶれた人々が寄り集まった皇国映画（代表・中野友作）が製作した『にはか雨』（監督和田敏三）に脚本を提供、同作は同年3月26日に公開された。

### 劇作と通俗の時代
1945年（昭和20年）8月15日、第二次世界大戦が終結、北里は台湾におり、西川満、濱田隼雄とともに劇団「制作座」を同地で結成した。翌1946年（昭和21年）1月には、北里が中心となって台北中山堂で「制作座」第3回公演を行っている。その後、北里は東京に戻り、同年3月に小沢不二夫、小崎政房らが結成した劇団「空気座」の文芸部に参加したが、同劇団は1949年（昭和24年）には解散している。1947年（昭和22年）1月に新宿・帝都座で初演された「額縁ショー」（演出秦豊吉）は、北里のアイデアによるものだという。戦後間もない1946年、池袋駅東口に池袋アヴァンギャルド（のちの池袋アバン座、池袋1丁目756番地）という、座席数150名前後の小劇場が開業したが、当初同劇場は、1950年（昭和25年）6月25日に豊島区の行事が行われるような劇場であった。当時の経営者は琴代京平（別名小國狂二）であったが、翌1951年（昭和26年）に北里が経営を交代し、自らの劇団「グランギニョール」の根拠地とした。北里による同館の経営は1957年（昭和32年）まで続く。「ナンセンストリオ」の前田隣はこの時代の同座に在籍した（1956年入団）。このころ「東京ヴァーレスク劇場連盟」が結成され、会長に浅草ロック座の仲沢清太郎、副会長に東劇ヴァーレスクの秋本修一、北里は、新宿セントラル劇場の島津太朗、浅草座の森福二郎とともに理事に就任した。
1963年（昭和38年）1月5日に公開された成人映画『野性のラーラ』（主演ニーナ・ヴォーガンスカヤ）を脚本・監督、北里は映画監督業に進出した。同作は「日本の監督が初めて作った外国映画スコープ」と銘打ったスコープ・サイズの白黒映画であり、解説には芥川隆行、朗読は岸田今日子を起用、吸血マシュシュカと女を描いた作品であった。同作を新潟の映画館で観たという松島利行によれば、「上映が終わると、ヒロインの女ターザンを演じた女優が全裸で舞台に現れ、最前列に出てきて踊るでもなく歌うでもなく右に左に移動した」といい、実演つきの興行を行った。同作を製作したのは、内外フィルム（代表・三木光人、新宿区柏木1丁目、1958年11月設立）であり、同社は、北里を監督に、『ただれた太陽』（主演ローラ・ネグリ、同年9月15日公開）、『霧のラーラ』（主演リタ・ブライアン、1964年10月4日公開）といった成人映画を製作・配給した。
『日本映画発達史』の田中純一郎は、同書のなかで黎明期のおもな脚本家・監督として、若松孝二、高木丈夫（本木荘二郎の変名）、南部泰三、小林悟、新藤孝衛、糸文弘、小川欽也、小森白、山本晋也、湯浅浪男、宮口圭、藤田潤一、小倉泰美、浅野辰雄、渡辺護、片岡均（水野洽の変名）、福田晴一、深田金之助の名を挙げているが、このリストのなかでは北里について言及していない。『ピンク映画水滸伝 その二十年史』の鈴木義昭は、北里は、『肉体の市場』（1962年）の小林悟、『肉体自由貿易』（1962年）や『不貞母娘』（1963年）の本木荘二郎、『情欲の洞窟』（1963年）の関孝二につづく史上4人目の「ピンク映画監督」であるとする。田中も同書のなかでこれらの作品とともに『野性のラーラ』を挙げている。
1966年（昭和41年）には「劇団らくだ座」が結成され、同年5月13日 - 同15日、新宿区信濃町の千日谷会堂で第1回公演として、中江良夫の戯曲『恭々しき貧慾者』（演出老川比呂志）とともに、北里の戯曲『贋作風土記』（演出小崎政房）が上演された。当時以降、豊島区南池袋に居を構えた。1978年（昭和52年）には池俊行、淀橋太郎、小崎政房、関英太郎とともに5人で「いきの会」を銀座ガスホールで開いている。
1980年（昭和55年）2月19日、東京都で死去した。満66歳没。『著作権台帳』第26版（最新版）に記載された2001年（平成13年）段階での著作権継承者は、妻の内沢三知子。

## フィルモグラフィ
特筆以外すべてのクレジットは「監督」である。
- 『にはか雨』 : 監督和田敏三、撮影岩藤隆光、主演飯塚小三郎、製作皇国映画、配給新興、1942年3月26日公開（浅草・大勝館） - 脚本

- 『野性のラーラ』（ロシア語: Мошка） : 製作三木光人、撮影石田義弘、主演ニーナ・ヴォーガンスカヤ、解説芥川隆行、朗読岸田今日子、製作内外フィルム[23]、1963年1月5日公開（成人映画・映倫番号 13074） - 監督[11][12][23]（石田義弘[8][9]は誤記[11][12][23]）・脚本[8][9][11][12][23]
- 『ただれた太陽』 : 製作三木光人、主演ローラ・ネグリ、製作内外フィルム[23]、1963年9月15日公開（成人映画・映倫番号 13298） - 監督
- 『霧のラーラ』 : 製作三木光人、撮影二瓶直衛、主演リタ・ブライアン、製作内外フィルム[23]、1964年10月4日公開（成人映画・映倫番号 13738） - 監督・脚本
- 『水中裸の浮世絵 蛇魂』 : 製作三木光人、主演水野よし子、製作内外フィルム、1965年6月公開（成人映画・映倫番号 14011） - 監督（「鮫吾朗」名義）

## ビブリオグラフィ
国立国会図書館蔵書等にみる論文・座談会等の書誌である。

### 書籍
- 『日光浴室 桜間中庸遺稿集』、桜間中庸、編桜間静太、ボン書店、1936年7月28日発行 - 富田衛とともに編集
- 『1936 Daitoeiga』（共著宮崎輝清）、大都映画宣伝部、1937年発行
- 『オーケストラの少女』（原作ハンス・クラリイ）、チクマ書房、1938年発行
- 『大地』、チクマ書房、1939年8月18日発行
- 『シナリオ 大地・オーケストラの少女』、赤塚書房、1939年発行
- 『贋作チャタレイ夫人の恋人』、おりづる社、1951年発行
- 『女の体臭 セックスコメディ』、あまとりあ社、1951年発行
- 『贋作風土記』、劇団らくだ座、1966年発行

### 論文・座談会等
- 『女剣劇は何処へ行く』北里俊夫 : 『マダム』第1巻第4号所収、有楽書房、1948年6月発行
- 『演劇の肉体派』北里俊夫 : 『官能』第1巻第1号所収、メトロペンクラブ出版部、1948年7月発行
- 『その夜来る女』北里俊夫 : 『アベック・別冊』所収、蒼人社、1950年9月発行
- 『風流おとな見世物』北里俊夫 : 『あまとりあ』第1巻第3号所収、あまとりあ社、1951年5月発行
- 座談會「エロ街五人男 ヘリ下三寸 を総まくる」峯岸義一・北里俊夫・雨宮靜次・田口兵吾・石川捨松・本誌記者 : 『夫婦生活』第13巻第10号所収、家庭社、1952年10月1日発行、p.52.
- 座談会「大東京盛り場五人男 艶笑楽屋ばなし大競演」小野佐世男・南部喬一郞・北里俊夫・野一色幹夫・水守三郞 : 『夫婦生活』第14巻第9号所収、夫婦生活社、1953年9月1日発行、p.36.
- 『日本のストリップ』北里俊夫 : 『人生』第48号所収、文芸同志会人生社、1954年1月10日発行
- テアトロ・グラフ『「恭々しき貪慾者」「贋作風土記」＜らくだ座＞』中江良夫・北里俊夫 : 『テアトロ』第33巻第8号通巻第275号所収、カモミール社、1966年発行、p.48.
- 『読書のすすめ - 特に若い世代のために』北里俊夫 : 『弘道』第87号通巻883号所収、日本弘道会、1979年発行、p.10-12.

## テアトログラフィ
記録に残るおもな上演戯曲の一覧である。
- 『オドール・ド・ファンム』 : 1951年公演[2]
- 『贋作風土記』 : 演出小崎政房、劇団らくだ座、千日谷会堂、1966年5月13日 - 同15日公演

## ディスコグラフィ
日本音楽著作権協会に登録された楽曲等の一覧である。
- 『小国セレナーデ』 : 作曲渡辺浦人 - 作詞
  - 歌唱 : 早蕨萌子、大庭照子

## ギャラリー

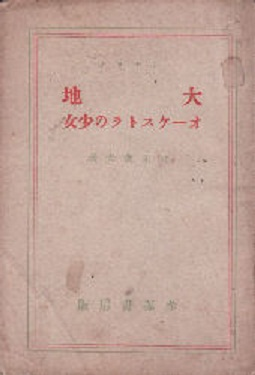
『シナリオ 大地・オーケストラの少女』表紙（赤塚書房、1939年発行）
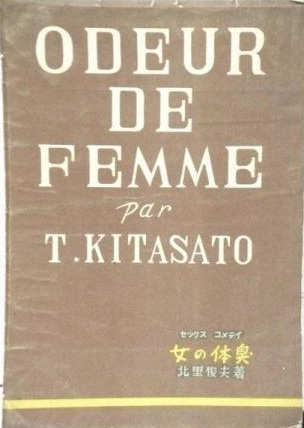
『女の体臭 セックスコメディ』表紙（あまとりあ社、1951年発行）
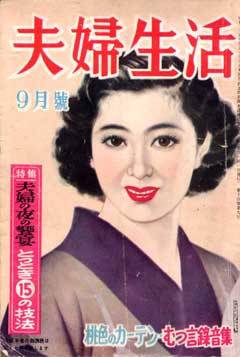
座談会を収録した『夫婦生活』昭和28年9月号表紙（1953年9月1日発行）